# ロクス・ソルス
『ロクス・ソルス』(Locus Solus)は、レーモン・ルーセルの長編小説。

## 概要
2004年8月9日、平凡社ライブラリーより文庫本として刊行された。
著名な独身の天才科学者カントレルは、パリ郊外のモンランシーに所在する、主に研究のためのロクス・ソルス荘に複数の友人（「私たち」）を招待し、発明品を見せて回る。
作品では、まず「私たち」がカントレルの案内に従い、歯で構成されたモザイク画や、巨大な水槽の中で演説するダントンの頭部、ガラスの檻の中で一定の動作を行い続ける人々などを観察していく。作中ではほとんど比喩などが用いられず、「私たち」の視点でカントレルの発明品の様子が緻密に描写される。そののち、カントレルは「私たち」に対して、それぞれの発明品の、一種の種明かしを行って、その原理や、経緯の類を説明する。
ルーセルは親のコネを利用し、新聞小説として掲載することに成功するものの、展開に乏しく、ただカントレルの発明品の描写とその原理や経緯の説明に終始した本作は当時まったく受け入れられなかった。そこでルーセルは、小説よりも舞台の方がより多くの人々に見てもらえると考え、自ら舞台化を手掛けるものの、劇場や当時の有名俳優らを起用しての公演は「金持ちの道楽」とまで批判された。公演では一部のシュルレアリストがルーセルを擁護して騒ぎを起こすなどもした。